# Алворада (Рио Гранде до Сул)
Алворада (порт. Alvorada) град је у Бразилу у савезној држави Рио Гранде до Сул. Према процени из 2007. у граду је живело 207.142 становника.

## Становништво
Према процени из 2007. у граду је живело 207.142 становника.
| 1991.   | 2000.   |
| ------- | ------- |
| 142,046 | 183,968 |